# 如主所願
如主所願（羅馬化：mā shāʾa -llāhu）是阿拉伯語短語，通常用於表示某事已發生且值得欣喜，是阿拉伯世界（包括阿拉伯基督徒及米茲拉希猶太人）及穆斯林世界中常見的表達方式。

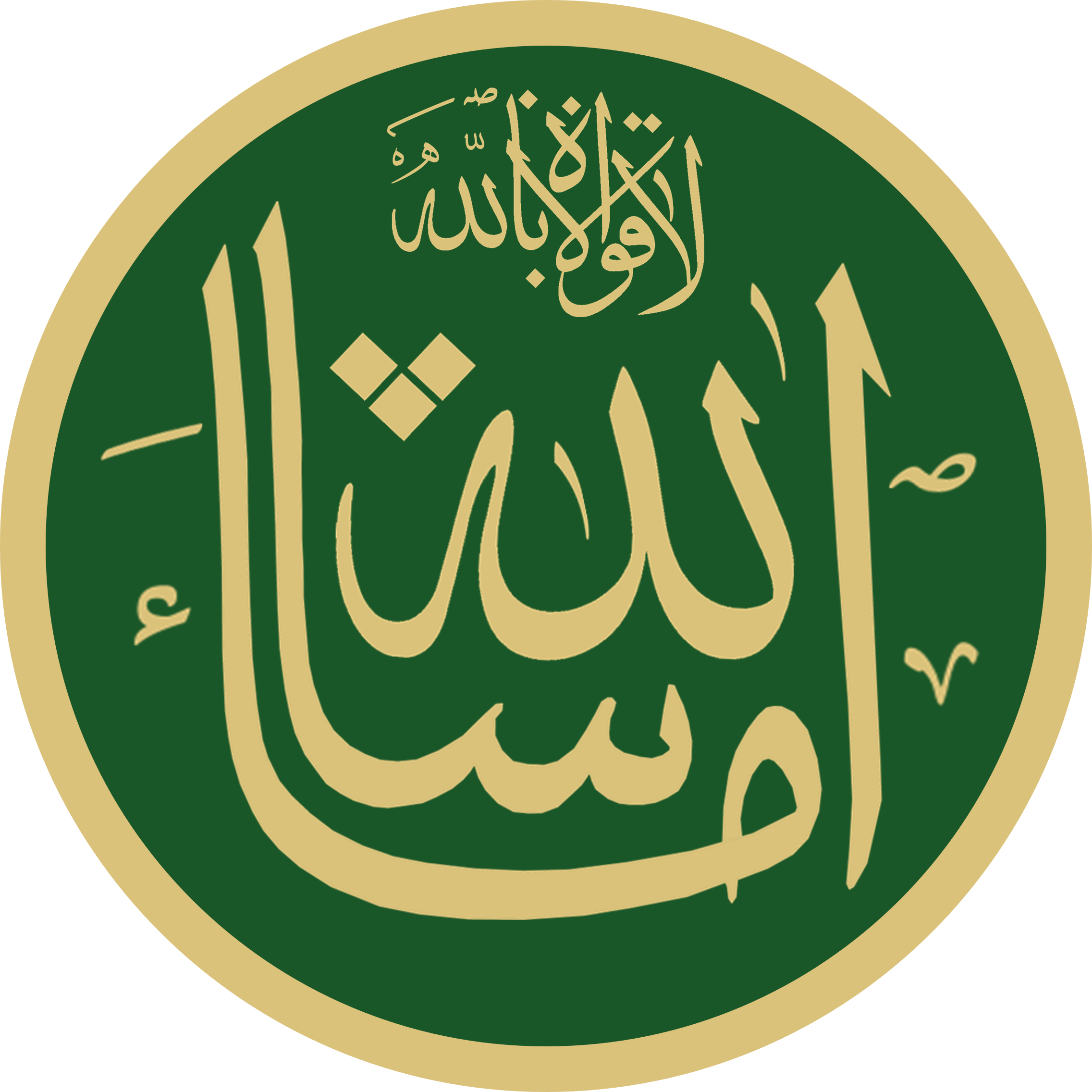
阿拉伯書法「如主所願」

「如主所願」一語可用於祝賀他人，以及強調此事是在上主意願之下才得以發生。